# Blik op de Weg
Blik op de Weg var ett nederländskt TV-program om trafik som sändes mellan 1991 och 2015. År 2015 gick produktionsbolaget Leo de Haas TV Produkties i konkurs. Programledare var Leo de Haas (1990–2011) och Frits Sissing (2012–2015).